# Scott Kneller
Scott Kneller (* 19. Mai 1989 in Cooma, New South Wales) ist ein ehemaliger australischer Freestyle-Skier in der Disziplin Skicross.

## Biografie
Kneller erlernte das Skifahren im Alter von drei Jahren. Wie bei Skicrossern üblich, war er zunächst ein alpiner Skirennläufer. Er war Australiens Vertreter beim Trofeo Topolino und nahm ab Dezember 2004 an FIS-Rennen teil, hauptsächlich in den Disziplinen Slalom und Riesenslalom. Abgesehen von nationalen Juniorenmeistertiteln blieben nennenswerte Erfolge in dieser Sparte aus, weshalb er 2008 zum Skicross wechselte.
Sein Debüt im Freestyle-Weltcup hatte Kneller am 5. Januar 2009 in St. Johann in Tirol, wo er auf Platz 53 fuhr. Die ersten Weltcuppunkte gewann er einen Monat später mit Platz 15 in Cypress Mountain. Er qualifizierte sich für die Olympischen Winterspiele 2010; bei diesem Anlass erzielte er mit Platz sieben das bis dahin beste Ergebnis seiner Karriere. Der Durchbruch an die Weltspitze gelang ihm am 19. Dezember 2010 mit dem ersten Weltcupsieg in Innichen.
Kneller beendete nach der Saison 2013/14 seine aktive Karriere.

## Erfolge

### Olympische Spiele
- Vancouver 2010: 7. Skicross
- Sotschi 2014: 23. Skicross

### Weltmeisterschaften
- Inawashiro 2009: 30. Skicross
- Deer Valley 2011: 17. Skicross
- Voss 2013: 17. Skicross

### Weltcup
- 2 Platzierungen unter den besten zehn, davon 1 Sieg:

| Datum             | Ort      | Land    |
| ----------------- | -------- | ------- |
| 19. Dezember 2010 | Innichen | Italien |